# Antequera
|  | Per la localitat del Paraguai, vegeu Antequera (Paraguai) |

Antequera és un municipi d'Andalusia situat a la província de Màlaga (Espanya), concretament a la comarca del mateix nom, a 45 km de Màlaga i a 160 de Sevilla. La seua població és de 44.032 habitants. El municipi constitueix un magnífic conjunt monumental fruit del seu passat històric. Hi ha més de mig centenar d'edificis que recullen l'arquitectura religiosa i civil, i són datats entre l'Edat del Bronze i el segle xviii.

## Dades bàsiques
És coneguda com "el corazón de Andalucía" (el cor d'Andalusia) perquè se situa entre Màlaga, Granada, Còrdova i Sevilla.
Antequera està situada a 47 km al nord de la ciutat de Màlaga, prop de les muntanyes de El Torcal i de Chimenea, El Arco Calizo, a 575 m sobre el nivell del mar. El riu Guadalhorce contribueix a la fertilitat de les seves terres.
El municipi, amb 817 km², és el més gran de la província de Màlaga en termes de superfície, i un dels majors d'Andalusia.

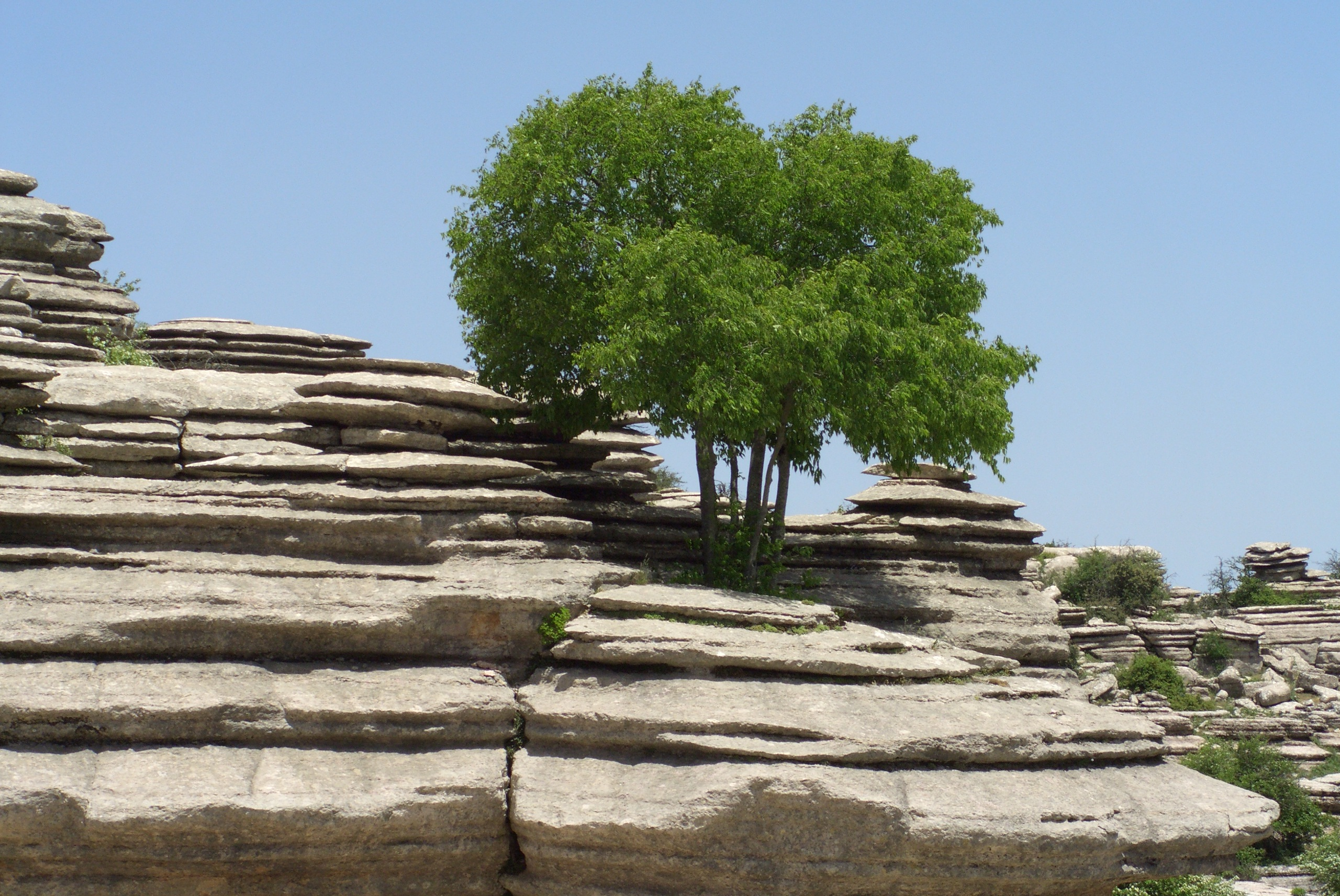
El Torcal

### Clima típic
El clima a Antequera és molt variat. A l'estiu, normalment s'arriba fins als 35 graus durant el dia, i als 20 graus aproximadament a la nit. A l'hivern, la majoria de dies la temperatura es manté al voltant de 18 graus.

### Entitats de població
Antequera té 12 pedanies i 1 ELA (Entitat Local Autònoma):
- Bobadilla Estación.
- Bobadilla Pueblo.
- Cañadas de Pareja.
- Cartaojal.
- Colonia de Santa Ana.
- La Higuera.
- La Joya.
- Las Lagunillas.
- Los Llanos de Antequera.
- Los Nogales.
- Puerto del Barco.
- Villanueva de Cauche.
- Villanueva de la Concepción (Entitat Local Autònoma).

Aquest últim municipi està a l'expectativa del pronunciament per part de la Junta d'Andalusia sobre la segregació del municipi matriu (Antequera). El 9 de maig del 2007, el municipi va obtenir l'aprovació de la Diputació Provincial de Màlaga, un fet pel qual prompte es convertirà en el municipi número 101 de la província malaguenya.

## Història

### Edat Antiga i Mitjana
La fundació d'Antequera va lligada a l'aparició del municipi romà d'Antikaria, on va existir l'únic Col·legi de Pontífexs dels Cèsars que hi hagué a Hispània. Les restes de civilitzacions anteriors es troben a l'arqueologia prehistòrica i es manifesten en poblats que oscil·len entre 2.000 i 2.500 anys aC, encara que altres opinions els daten d'uns 4.000 anys. Els principals testimonis d'aquesta època són els dòlmens de Menga, Viera, El Romeral i El Alcaide, els tres primers són pròxims a la ciutat i es poden visitar fàcilment. L'últim testimoni és més proper a Villanueva de Algaidas, considerat el millor conjunt dolmènic d'Hispània.
El buit de dades entre els grans complexos de la prehistòria i el gran llegat dels romans no és indicatiu per ignorar possibles assentaments d'ibers, tartessis, fenicis i cartaginesos. Els primers són de presència hipotètica, però no menyspreable. Això no obstant, la dels cartaginesos ha quedat palesa en fangs i sepulcres trobats al Cerro León, del terme d'Antequera, que seria l'Osqua, una muntanya que fou l'escenari d'una batalla entre Asdrúbal i les legions romanes.
A l'època romana, el poble adoptà ràpidament la cultura romana i la llengua llatina, i la transició de la dominació romana va ser en gran manera pacífica. En virtut dels romans, la ciutat va continuar sent un important centre comercial, però fou coneguda sobretot per la qualitat del seu oli d'oliva. Els banys romans excavats se situen a la part sud-est de la ciutat. Cal tenir en compte l'Efeb d'Antequera, que és l'escultura de bronze més significativa de la ciutat.
Els romans van destruir les ciutats d'Antikaria, Singilia, Nescania, Osqua i Aratispi, uns jaciments arqueològics existents que mostren un procés de romanització que ens ha deixat Efeb d'Antequera. Tot i que Singilia va seguir habitable, la prova d'aquesta invasió es troba en la seua necròpoli dins d'un dels sarcòfags de plom on es trobà una moneda d'or de Viteric (603-610). Antikaria també fou destruïda, en la qual entraren les tropes àrabs encapçalades per Abd al-Aziz ibn Mussa-Ben-Noseir, després del tractat que se celebrà a Oriola amb el monarca got Todmir o Teodomir. Durant la dominació àrab, es va conèixer com a Medina Antakira i es va convertir, posteriorment, en una important ciutat fronterera que es caracteritzava pel fet de conservar restes de l'Emirat de Gharnata. Per defensar-se de les tropes catòliques es va construir l'Alcassaba que acull la torre més important de la ciutat: la de l'homenatge.

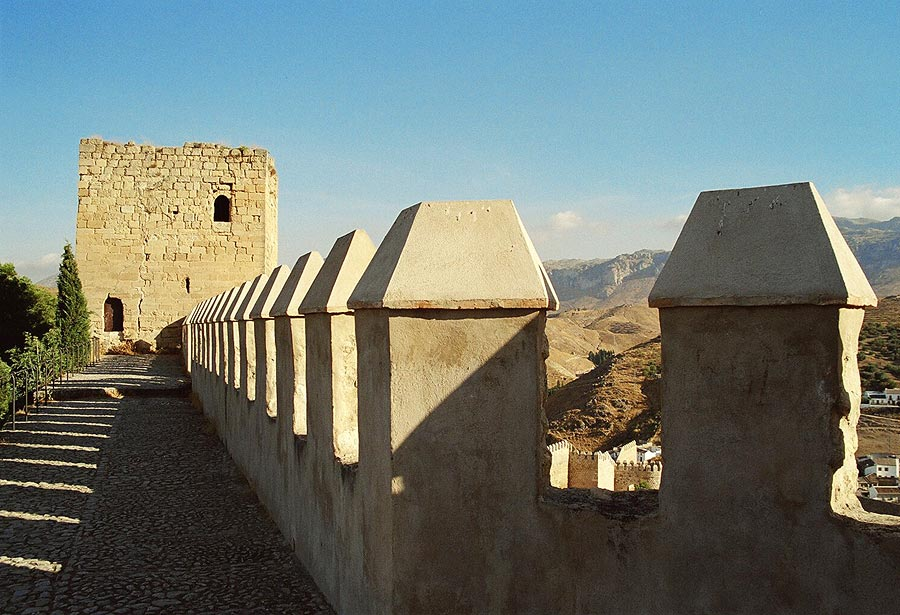
Alcazaba

Des de la meitat del segle xiii, un cop Isbiliya i Jayyan havien estat conquerides, Antakira començà a adquirir importància com a fortalesa militar fronterera. Els monarques castellans comprengueren la seua condició de clau de l'Emirat de Gharnata i, com a tal, intentaren conquerir-la en diferents ocasions. La importància que adquiria a Castella l'atribució de la conquesta de la ciutat s'evidencia pel fet que el mateix regent Ferran I d'Aragó va assumir-ne personalment la realització, que governava en nom del seu nebot Joan II de Castella i que ha passat a la història amb el malnom d'Antequera. Després de la conquesta, va ser declarada ciutat per una reial cèdula del 9 de novembre l'any 1441. Va ser un centre neuràlgic i fronterer de xoc durant tota la conquesta castellana, un punt de partida per a conquestes posteriors, com per exemple les d'Álora i Casarabonela i sobretot, una plataforma d'expedicions contra l'Emirat de Gharnata. El 1466, el Rei Enric IV concedeix el títol de molt noble a la ciutat d'Antequera en agraïment als heroics serveis prestats pels seus habitants.

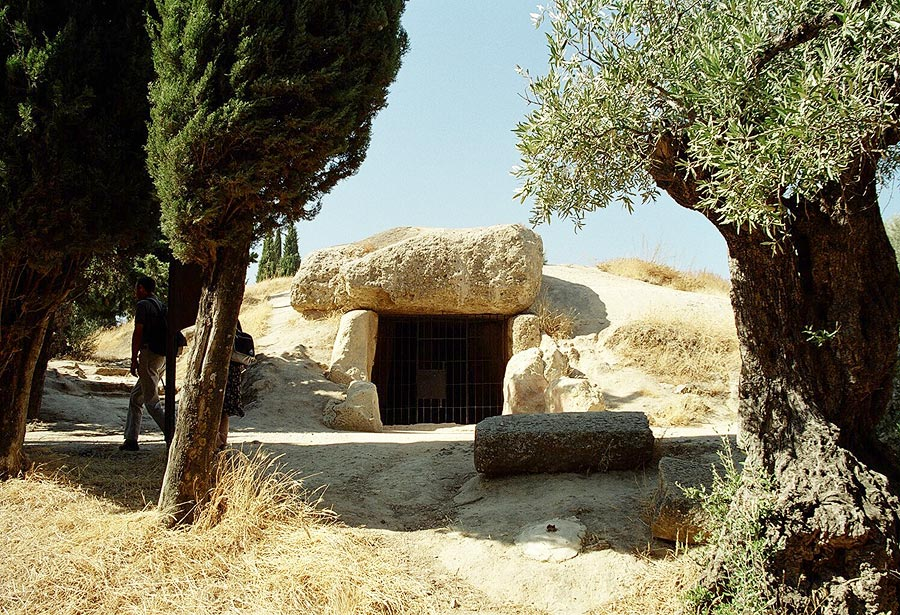
Dolmen de Menga
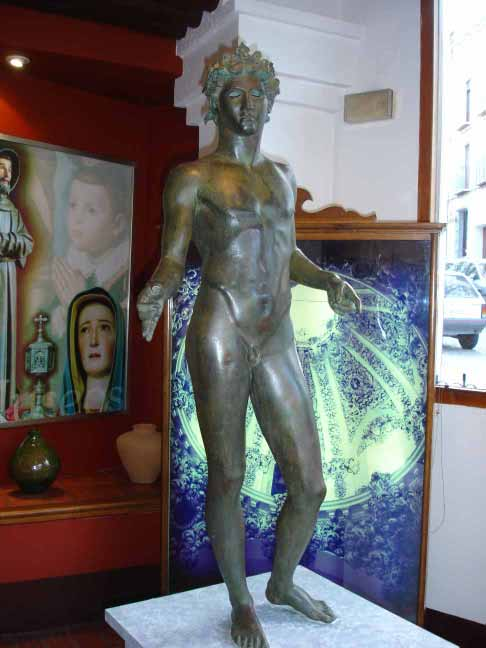
El Efebo

### Edats Moderna i Contemporània
A partir de la conquesta de l'Emirat de Gharnata en 1492, la ciutat va començar a transformar-se i va realitzar-ne l'expansió fora de les muralles. Augmentà la població durant un període molt curt fins al voltant dels 15.000 habitants. El clima càlid, les seues terres fèrtils i l'absència d'enemics van fomentar aquesta expansió.
Després de la conquesta, la ciutat va continuar sent una important ciutat comercial afavorida per llur ubicació, l'agricultura florent i la labor dels seus artesans. Tothom contribuïa al creixement cultural de la ciutat que, a principis del segle xvi, ja s'identificava amb el nom de "El corazón de Andalucía" (El cor d'Andalusia).
Tanmateix, va ser durant els segles xvi i xvii quan la ciutat realitzà el major creixement demogràfic i va arribar a ser una de les ciutats comercials més importants d'Andalusia. La causa principal en fou la seua bona ubicació, ja que se situava en una cruïlla de dues de les principals rutes comercials: Sevilla-Granada i Màlaga-Còrdova. Durant aquests segles, van morir Pedro Espinosa, Cristobalina Fernández de Alarcón i Luis Martín de Plaza, poetes molt importants d'aquesta ciutat. També, l'any 1500, els Reis Catòlics van concedir la llicència a la ciutat per fer que aquesta cedís 700 vares de terreny en les quals podia llaurar un Monestir sota l'advocació de Sant Zoilo, pels  Frailes de la Observancia de San Francisco (Frares de l'Observància de Sant Francesc).
Els Reis Catòlics fundaren la Real Colegiata de Santa María La Mayor, i a partir d'aquest moment, va esdevenir el referent cultural antequerà.
És durant el segle xviii quan la ciutat arribà al seu millor moment i es va transformar. Nombroses congregacions religioses s'assentaren a la ciutat i van construir moltes cases, capelles i esglésies, fins a convertir Antequera en una autèntica ciutat conventual. La noblesa també realitzava encàrrecs de nous palaus i aleshores va començar a haver-hi una important activitat artística destinada a nodrir, no sols els nombrosos convents i palaus antequerans, sinó també els de poblacions veïnes i d'altres províncies. En el vessant artístic, és la ciutat de les esglésies de blanques i arrissades guixeries, els exteriors de rajola i els interiors ultradecorats; pel que fa a les remodelacions urbanístiques, és la ciutat de les confraries i devocions a imatges molt concretes. Actualment, s'hi alcen les esglésies de la Victòria, les Descalzas, Santa Catalina, Madre de Dios, Santa Eufemia, Santiago, Santa Clara, la Caridad, la Escuela de Cristo, San Miguel, etc. Totes aquestes construccions havien de ser decorades de retaules, imatges i llenços. Tampoc es pot oblidar la importància dels platers antequerans, que en aquest segle s'agremien entorn de la  Cofradia de San Eloy.
Hi existeix una arquitectura popular de característiques peculiars. A més, la noblesa antequerana va començar a construir palaus i casones de gran qualitat artística. Alguns d'aquests palaus són: el palau del Marqués de Villadarias, del Conde de Pinofiel, del Conde de Colchado, del Conde de Valdellano, del Barón de Sabasona, etc.
El segle xix es caracteritzà per la pèrdua de població a causa de les epidèmies i l'entrada en escena d'una incipient burgesia que buscarà, en el sector tèxtil i llaner, alternatives a l'agricultura i als oficis en decadència. El 1810, la ciutat va tornar a ser presa, aquesta vegada per les tropes franceses, que foren expulsades dos anys més tard. El desembarcament de l'era industrial a la ciutat va fer que els seus productes fossin comercialitzats a tot Espanya (les mantes antequeranes eren molt famoses i valorades). Però poc després, aquesta mateixa expansió industrial esclatà en les mans de la ciutat, i a partir de la inauguració del primer ferrocarril Barcelona-Mataró Antequera va perdre el mercat a favor del tèxtil català fins a desaparèixer per complet.
El 1883, s'aprovà a Antequera la constitució Andalusa i des d'aquest moment adoptà el nom de Constitució d'Antequera. Encara que l'inici del segle xx i les guerres posteriors no van afavorir gens el desenvolupament de la ciutat, la constitució d'Antequera va fer que la ciutat tornés a recórrer de nou a una agricultura cada vegada menys competitiva. En l'actualitat, el municipi gaudeix d'una gran expansió industrial i de serveis, i d'un modern sector agrícola. No obstant això, després de la guerra civil, la localitat va patir un gran declivi econòmic i social que va provocar una intensa emigració. Una part important d'aquesta migració va anar a parar a terres garrotxines. El 1960 s'inicià un incendi impressionant a l'església de San Sebastián d'Antequera, la qual quedà gairebé destruïda. Als inicis del segle xx, es va crear el diari El sol de Antequera, degà de la premsa malaguenya.
El segle xxi es va iniciar amb el mandat de Jesús Romero Benítez (PSOE); i entre 2005 i 2007, diferents empreses van començar a establir nous centres empresarials al municipi, i d'altres es van comprometre a fer-ho, com l'Eroski La Verónica. A més, s'hi va crear l'estació d'AVE de Santa Ana, un annex de la ciutat. El 2006 s'inaugurà l'AVE fins a Còrdova de la línia Màlaga-Madrid.

## Economia local
Actualment, el municipi està en una època de prosperitat econòmica. Això és ocasionat, entre altres causes, per l'assentament del polígon industrial com un dels motors econòmics de la ciutat i la creació de polígons perifèrics com el parc empresarial d'Antequera (PEAN). Entre les empreses instal·lades a Antequera podem citar els respectius centres de distribució logística de Mercadona i Dia, i la planta de producció de Bimbo, entre moltes altres instal·lacions.
Altres projectes com la connexió per AVE amb Madrid, Còrdova i la Costa del Sol, el Centro de Investigación y Desarrollo de empresas («Centre d'Investigació i Desenvolupament d'empreses») i el projecte d'aeroport, fan d'aquesta ciutat una de les més pròsperes d'Andalusia en termes econòmics i amb una millor projecció de futur sobretot quant a la creació d'ocupació.
Un altre projecte que es realitzarà tot seguit consisteix en la creació d'un Centro de Observación Astronómico a el Torcal, gràcies al fet que aquest paratge natural és un dels llocs amb menor contaminació lumínica d'Andalusia.

### Antagonismes
Alguns grups ecologistes i de desenvolupament sostenible de la ciutat critiquen, entre altres coses, l'impacte mediambiental que implica la construcció de l'AVE (que va deixar sense aigua el paratge natural del Valle de Abdalajís (Vall d'Abdalajís), que va arribar a perdre fins a 20 milions de litres al dia en època de sequera), i també la possible construcció del futur aeroport privat a la Vega de Antequera (paratge amb tota la tradició agrícola del municipi perquè el seu terreny és el segon més fèrtil de tot Andalusia, després de la Vega de Granada). També preocupa la proliferació de nous projectes de camps de golf repartits entre Antequera i poblacions de la comarca, i de nombrosos complexos urbanístics. En resum, l'augment de l'especulació al municipi és molt discutit i temut.

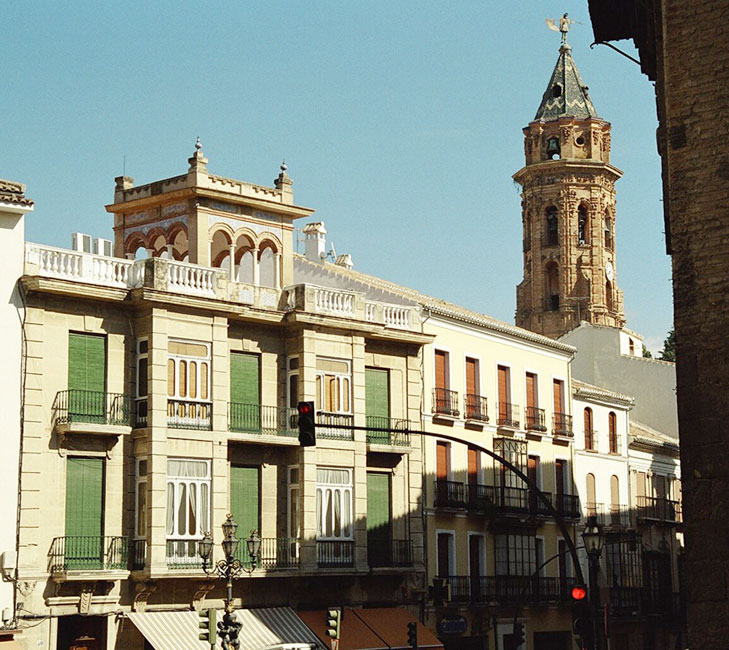
Nucli antic i torre de San Sebastián

L'antiga ambició d'aquesta ciutat és ser seu del govern andalús, que és una possibilitat que es va plantejar en una votació que Antequera va perdre a favor de Sevilla, actual capital (encara hi ha rastre d'aquest sentiment i queda latent en els habitants del municipi).

### Agricultura
L'agricultura és fonamental per a l'economia de la ciutat. El municipi té un total de 50.265 hectàrees cultivades que són distribuïdes de la manera següent: 
- Herbacis: 25.197 Ha.
- Fruiters: 1.715 Ha.
- Olivar: 23.301 Ha.
- Raïm: 48 Ha.
- Altres cultius: 4 Ha.

El nombre de cooperatives dedicades a la producció d'oli d'oliva és força destacat. La cooperativa de més renom és Hojiblanca.

## Vies principals
- Infante Don Fernando: és el carrer principal d'Antequera on se situa l'Ajuntament del poble. S'anomena així en honor de l'Infant Don Ferran, que aconseguí reconquerir aquesta ciutat el 1410, i es coneix col·loquialment com a "Calle Estepa" (Carrer Estepa).

- Alameda de Andalucía: carrer contigu al Carrer Infante Don Fernando, molt transitat.

- Avinguda de La Legión: cap de carrer a l'Alameda d'Andalusia. Comunica el centre amb els barris antics de la ciutat.

- Plaça de Castilla: situat al costat de la Porta d'Estepa. S'hi troba l'estàtua dels enamorats, feta per l'escultor Manuel Patricio Toro.

- Carrer Lucena: carrer on se situen moltes cases pairals, que creua el carrer Infante Don Fernando.

- Carrer Comedias: carrer de vianants, molt transitat pels seus comerços.

- Carrer Calzada, Carrer Carrera, Carrer Cantareros, Carrer Carreteros i Cuesta de Talavera, són altres de les principals artèries de la ciutat.

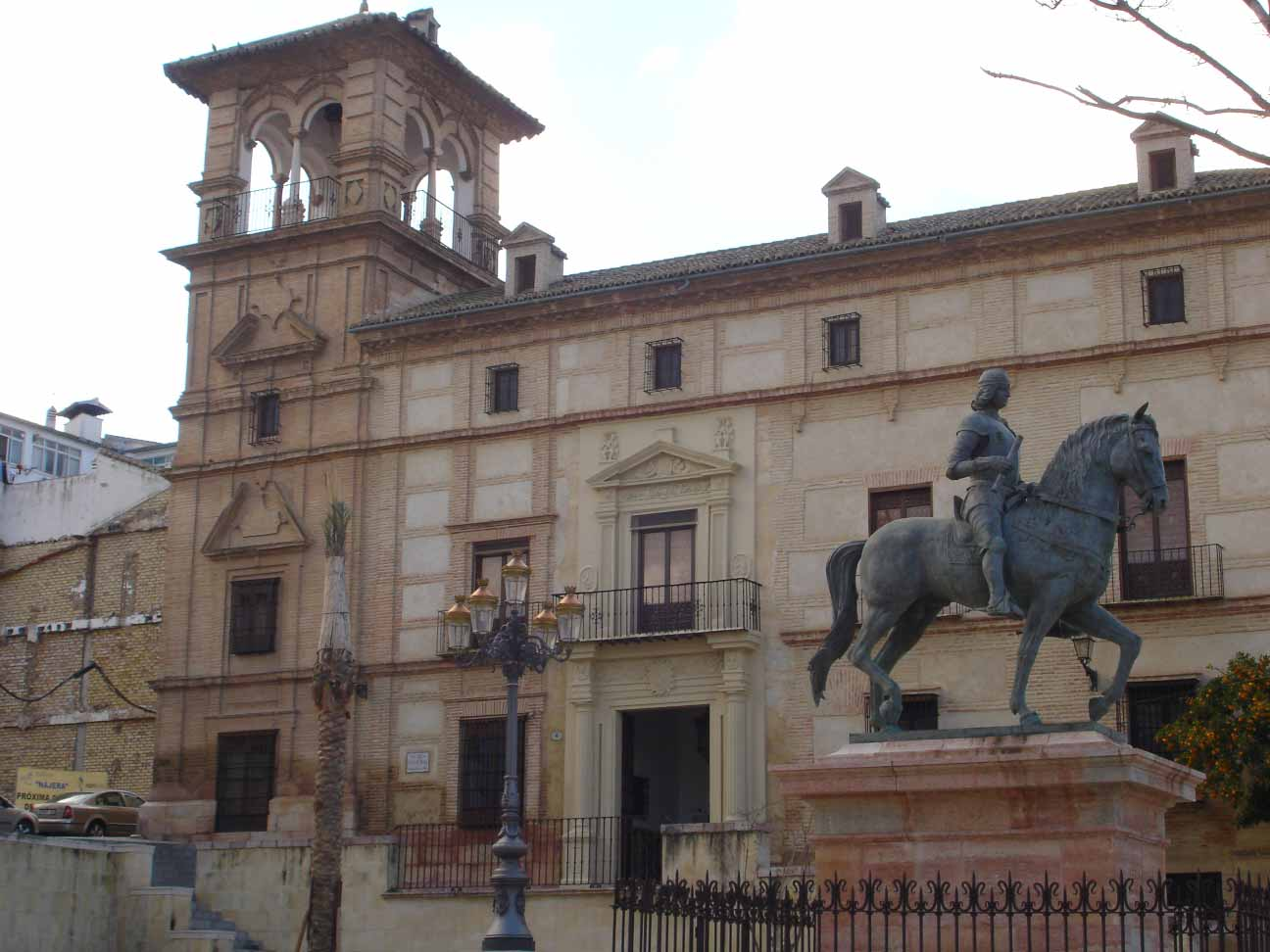
El Palacio de Nájera

## Administració
| Període     | Alcalde o alcaldessa                         | Partit polític | Data de possessió | Observacions |
| ----------- | -------------------------------------------- | -------------- | ----------------- | ------------ |
| 1979–1983   | José Mª González Bermúdez                    | G. INDEPENDENT | 19/04/1979        | --           |
| 1983–1987   | Pedro de Rojas Tapia                         | PSOE           | 28/05/1983        | --           |
| 1987–1991   | Paulino Plata Canovas                        | PSOE           | 30/06/1987        | --           |
| 1991–1995   | Paulino Plata Canovas i Jesús Romero Benítez | PSOE           | 15/06/1991        | --           |
| 1995–1999   | Jesús Romero Benítez                         | PSOE           | 17/06/1995        | --           |
| 1999–2003   | Jesús Romero Benítez                         | PSOE           | 03/07/1999        | --           |
| 2003–2007   | Ricardo Millán Gómez                         | PSOE           | 14/06/2003        | --           |
| 2007–2011   | Ricardo Millán Gómez                         | PSOE           | 16/06/2007        | --           |
| 2011–2015   | Manuel Jesús Barón Ríos                      | PP             | 11/06/2011        | --           |
| 2015–2019   | Manuel Jesús Barón Ríos                      | PP             | 13/06/2015        | --           |
| 2019-2023   | Manuel Jesús Barón Ríos                      | PP             | 15/06/2019        | --           |
| Des de 2023 | n/d                                          | n/d            | 17/06/2023        | --           |

## Barris

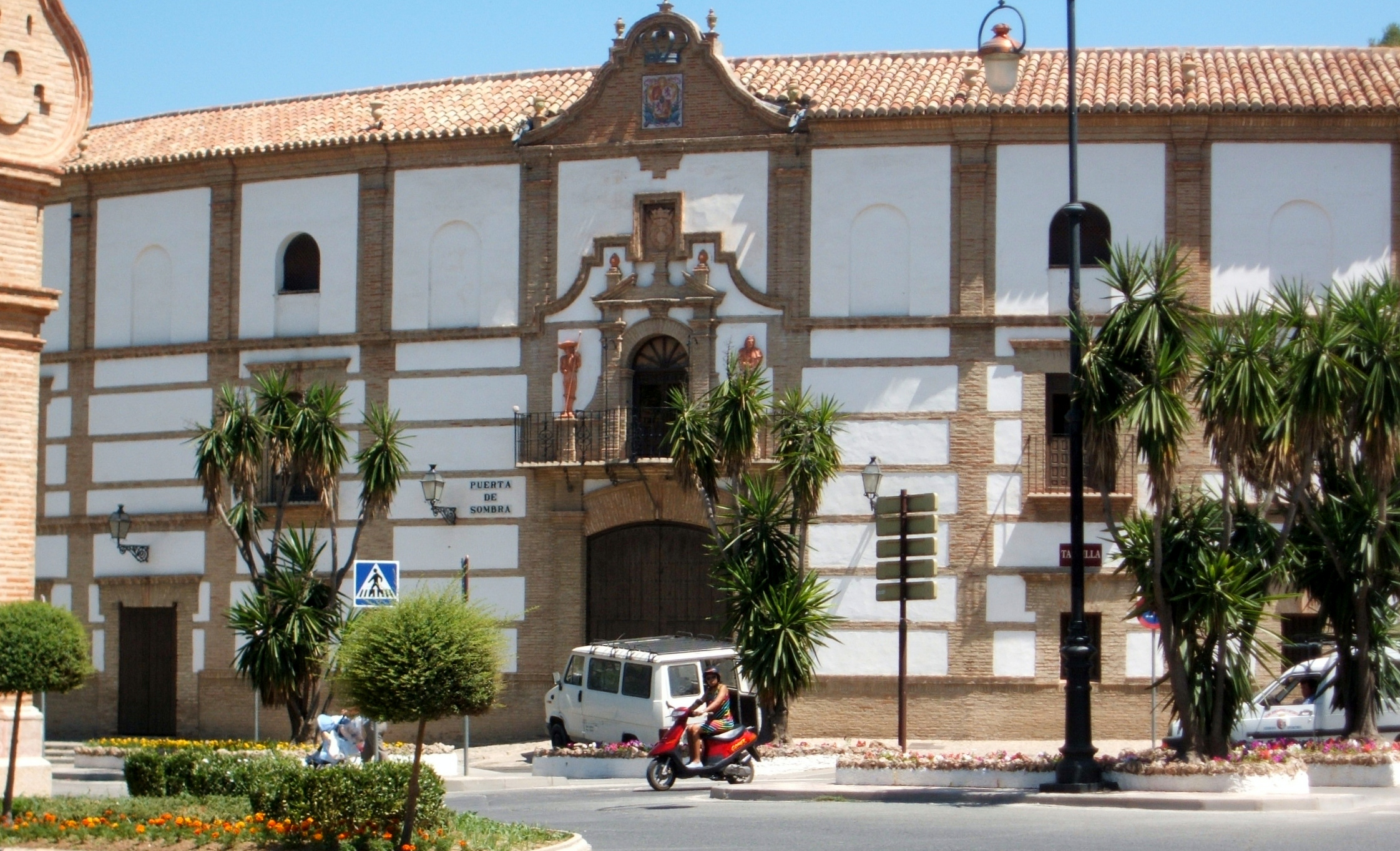
Plaza de Toros de Antequera

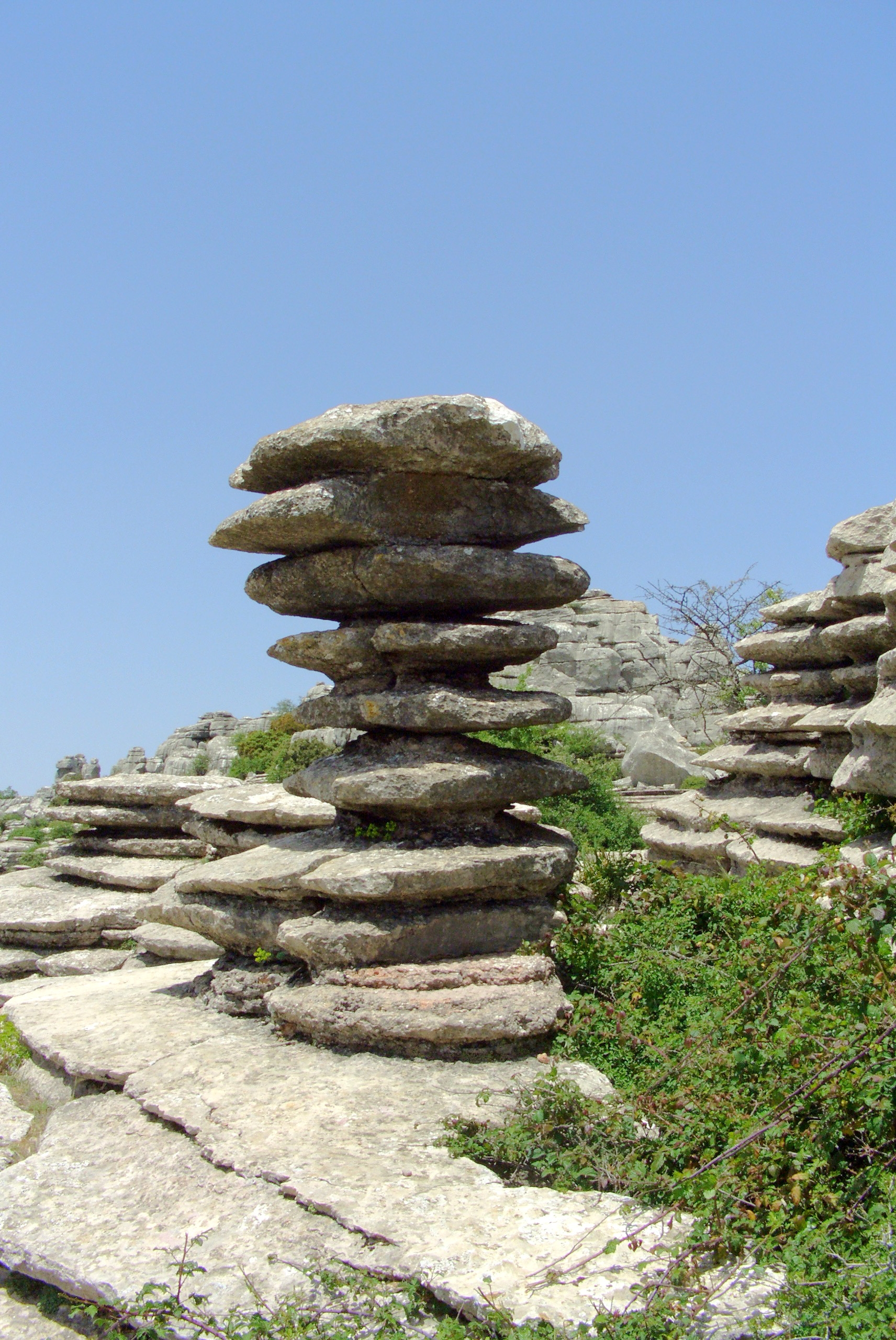
El Torcal

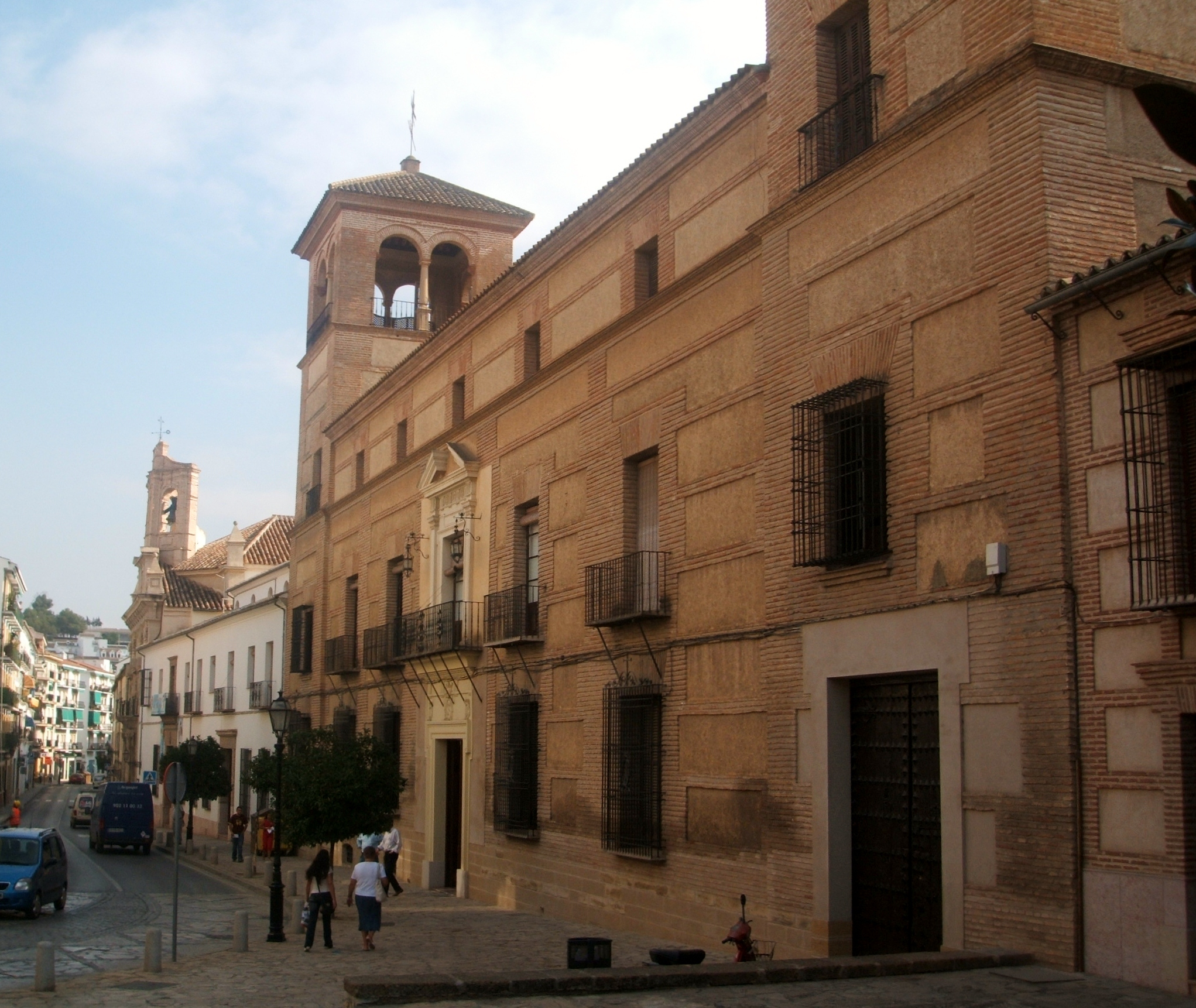
Calle Calzada

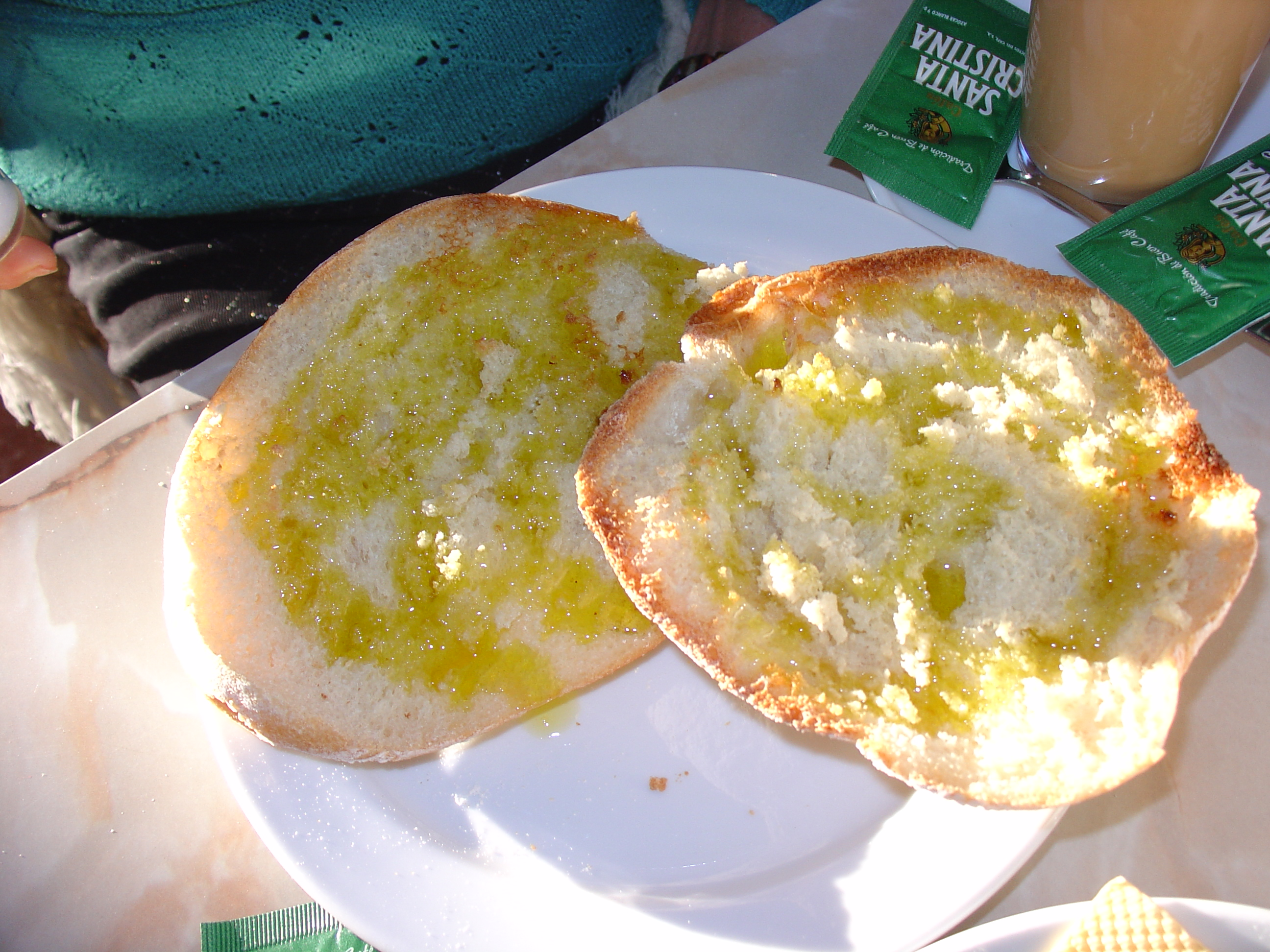
Un mollete d'Antequera amb oli d'oliva

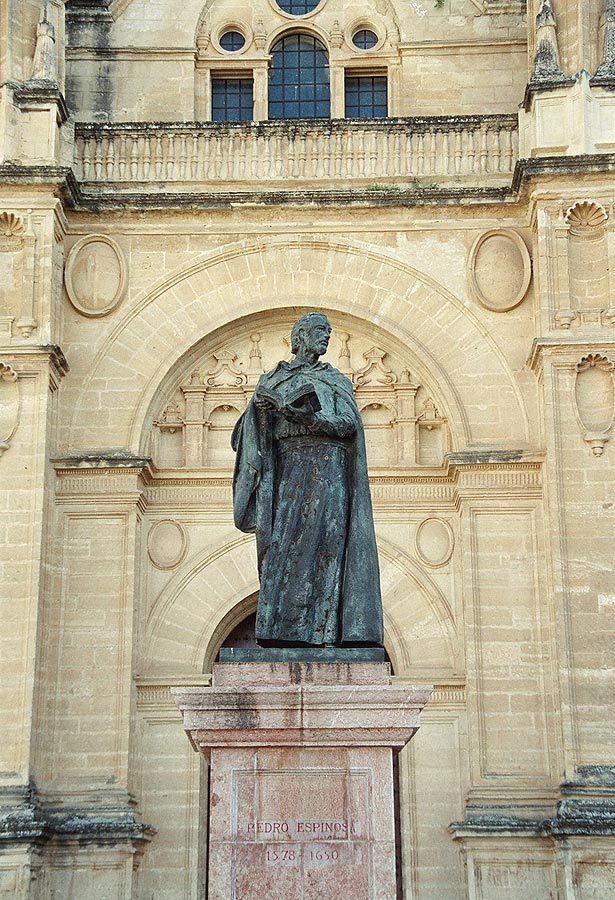
Escultura de Pedro Espinosa feta per l'escultor José Manuel Patricio Toro

| - San Miguel. - Parquesol. - San Antonio. - Las Albarizas. - Los Remedios. - San Juan. - Plaza Alta. - Los Alayos. - El Carmen. - Santa Catalina. | - San Isidro. - Los Alminares. - Zona centro. - Los Altos de Santa Catalina. - Miraflores. - Torre del Hacho. - Nueva Antequera. - Nueva Andalucía. - Los Dólmenes. - El Rosario. | - San José. - El Parque. - Fuente Mora. - Veracruz. - San Francisco. - Girón. - San Pedro. - La Trinidad. - Parque Verónica. - Padre Ferrys. - La Quinta. |

## Cultura

### Educació
A Antequera hi ha quatre col·legis públics i diversos col·legis concertats amb educació infantil i educació primària. El més antic és el col·legi Salesianos, més conegut com el "Colegio Aguirre", situat a la Vega d'Antequera. Consta de tres instituts públics d'educació secundària: l'I.E.S Pedro Espinosa, l'IES Los Colegiales i l'IES José María Fernández.

### Gastronomia
La varietat gastronòmica d'Antequera és molt extensa, tant pel que fa als plats com pel que fa a les postres. El mollete antequerà és una mena de pa conegut més enllà de les seues fronteres. La porra (també anomenada salmorejo a altres llocs), i el pío antequerano són plats molt presents als dinars d'estiu. Per Nadal, diverses empreses locals s'especialitzen en la realització de mantecados i altres dolços. Quant a postres, el bienmesabe antequerano és un dels més afamats del municipi, així com ho és l'angelorum.
Alguns productes comercialitzats per altres empreses de la zona són l'oli d'oliva i les conserves dels productes de la vega antequerana. També són habituals els plats de caça i les receptes de peix en escabetx, una forma de conservar els aliments que es remunta a l'època romana.

### Música
El ball típic del municipi és el fandango antequerano, un ball que es creà per al flirteig entre homes i dones que consistia a usar el morter com a instrument o peça principal. El ball, però, fou prohibit l'any 1556. Malgrat aquesta prohibició, no va desaparèixer del tot, sinó que encara es ballava dins l'àmbit familiar. D'altra banda, també són famosos altres balls com el de la zapatilla (la sabateta) que es canta i es balla per Nadal en les cercaviles.
Pel que fa als esdeveniments musicals que actualment se celebren al poble, cal destacar el famós Festival de Blues d'Antequera, una celebració anual de gran renom.

### Museus
- Palau de Nájera.
- Museu Conventual de "Las Descalzas".
- Museu Taurí.
- Museu del Aceite (de l'oli).
- Museu de la Beata Madre Carmen del Niño Jesús.
- Museu d'usos i costums de "San Benito".
- Casa-museu dels Colarte.

### Literatura
Antequera és la ciutat natal de diversos poetes, dels quals destaquem Pedro Espinosa i Muñoz Rojas. Pedro Espinosa mencionà la seua ciutat natal en un llibre en prosa anomenat Panegírico de la ciudad de Antequera de l'any 1626, conegut sobretot com un dels millors poetes de la lírica del Segle d'Or. José Antonio Muñoz Rojas fou guardonat el 1998 amb el Premio Nacional de Literatura amb la seua obra Objetos Perdidos (Objectes perduts), i més tard, l'any 2002 amb el Premio Reina Sofía de Poesía Iberoamericana. Fou nomenat Hijo Predilecto de Andalucía el 1992.

## Transports
Les artèries principals que comuniquen Antequera són la carretera A-45 (Còrdova i Màlaga) i la carretera A-92 (Sevilla i Granada)
A la comarca d'Antequera hi ha tres estacions de tren: L'una es troba a la mateixa ciutat, l'altra a 8 km a l'annex de Bobadilla, i una tercera a la colònia Santa Ana, per on circula l'AVE.

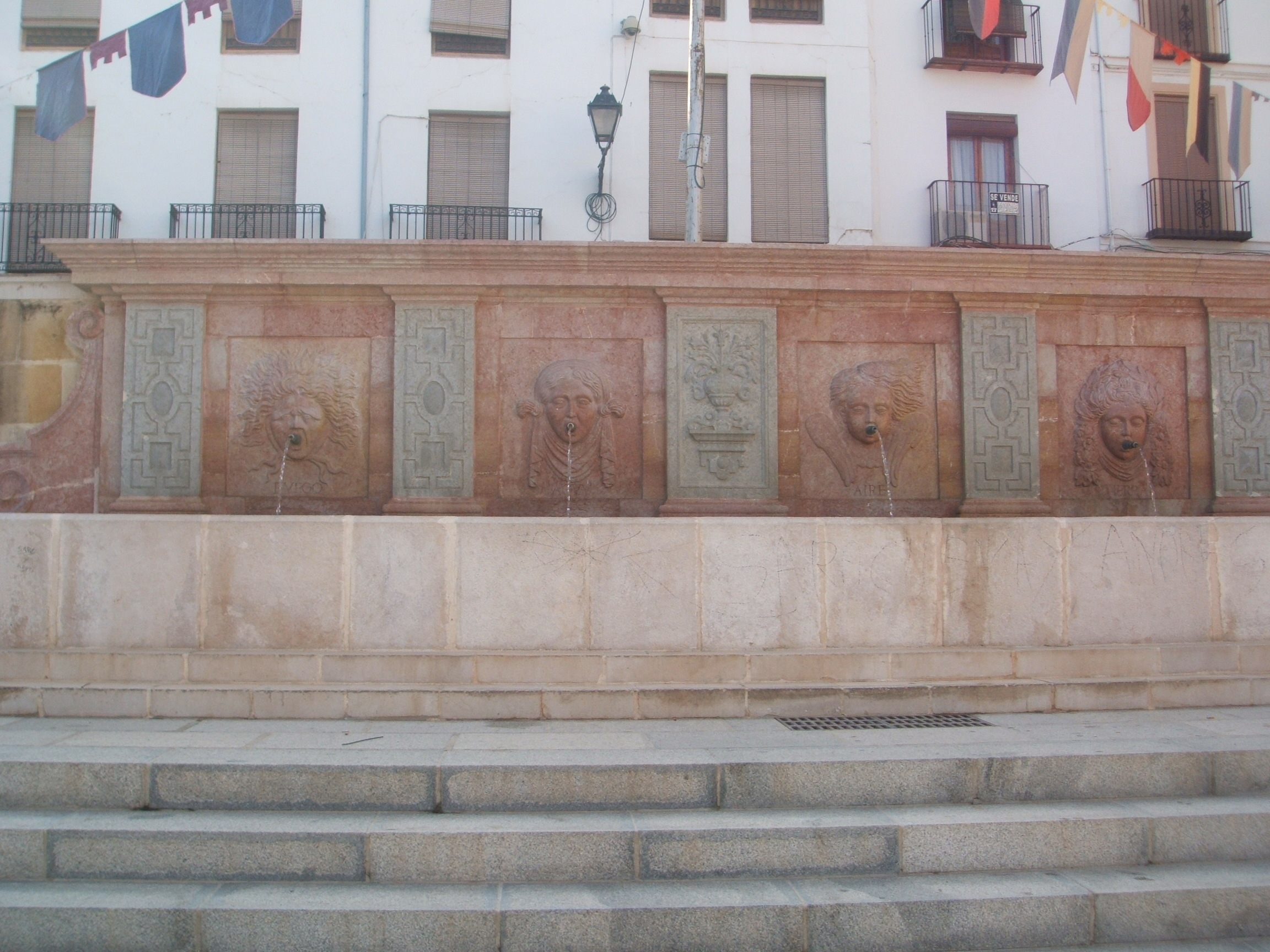
Fuente en la Plaza del Coso Viejo

### Mitjans de comunicació
Televisió i radio
- Europa FM Antequera 96.3.
- Teleantequera.

Premsa escrita
- La Crónica.
- Antequera Información.
- El Sol de Antequera.

## Esports
Algunes de les principals competicions d'esports que hi ha a la ciutat són les següents: 
- Club Balonmano Antequera: és el club d'esport més important de la ciutat que participa en la Liga Asobal.

- Antequera Club de Fútbol: actualment, participa a Tercera Divisió Nacional. El trofeu del club s'anomena Trofeo Ciudad del Torcal i ja ha arribat a la cinquantena edició.

- Club de Natación la Boutique del Neumático: competeix amb altres clubs d'Andalusia en la majoria de categories de natació.

- Oaxaca Antequera: és l'equip de futbol sala de la ciutat, la tercera màxima categoria d'Espanya.

- Tennis: a la ciutat es disputa el Torneo de Tenis d'Antequera des de fa deu anys.

A més a més, durant els últims tres anys, la ciutat ha acollit la Vuelta Ciclista de Andalucía com a punt de partida.

## Festes destacades
- Mercado medieval: (14-16 de setembre): mercat situat anualment a la Plaça del Coso Viejo, ambientat en l'edat mitjana.

- Procesión del Cristo de la Salud y de las Aguas: a la vesprada de l'últim dissabte del mes d'abril comencen cada any els cultes al Santísimo Cristo de la Salud y de las Aguas, Patró de la ciutat. Aquest dia té lloc el trasllat del Senyor des de la seua capella habitual fins a l'altar major, que s'anomena la "Bajada del Señor" (Baixada del Senyor). Entre l'1 i el 18 de maig se celebren dues novenes al Senyor.

- Noche Flamenca de Antequera: festival de música flamenca celebrat anualment l'11 d'agost.

- Carnaval: festa típica de disfresses celebrada anualment al febrer.

- Feria de agosto de Antequera: aquesta fira és de les més antigues d'Espanya, declarada "Festa d'Interés Turístic Nacional" pels seus orígens, que es remunten al 1748, any a partir del qual el rei Ferran VI va permetre que se celebressin anualment.

- Feria de Mayo de Antequera: té els seus orígens en una antiga fira del ramat. En l'actualitat té com a funció principal acollir l'exposició i la venda de distintes novetats quant a maquinària agrícola, així com el comerç de bestiar i productes del sector.

- Semana Santa: processó per la via pública de trons i iconografia cristiana. Celebrada anualment entre el març i l'abril.

- Procesión de Nuestra Señora de los Remedios: és la festa patronal. Processó per la via pública d'iconografia cristiana. Celebrada anualment el 8 de setembre.

- Procesión de Santa Eufemia o procesión de las Candelas": festa patronal. Processó per la via pública d'iconografia cristiana. Celebrada anualment el 16 de setembre.

- Andalucía Barroca: és una festa que se celebrà entre el mes de setembre i el mes d'octubre del 2007. S'hi van fer diverses exposicions, concerts d'òpera i orgue, així com un festival de música i comèdia, d'entre altres activitats.

## Fills il·lustres
- María del Carmen González Ramos, beata.

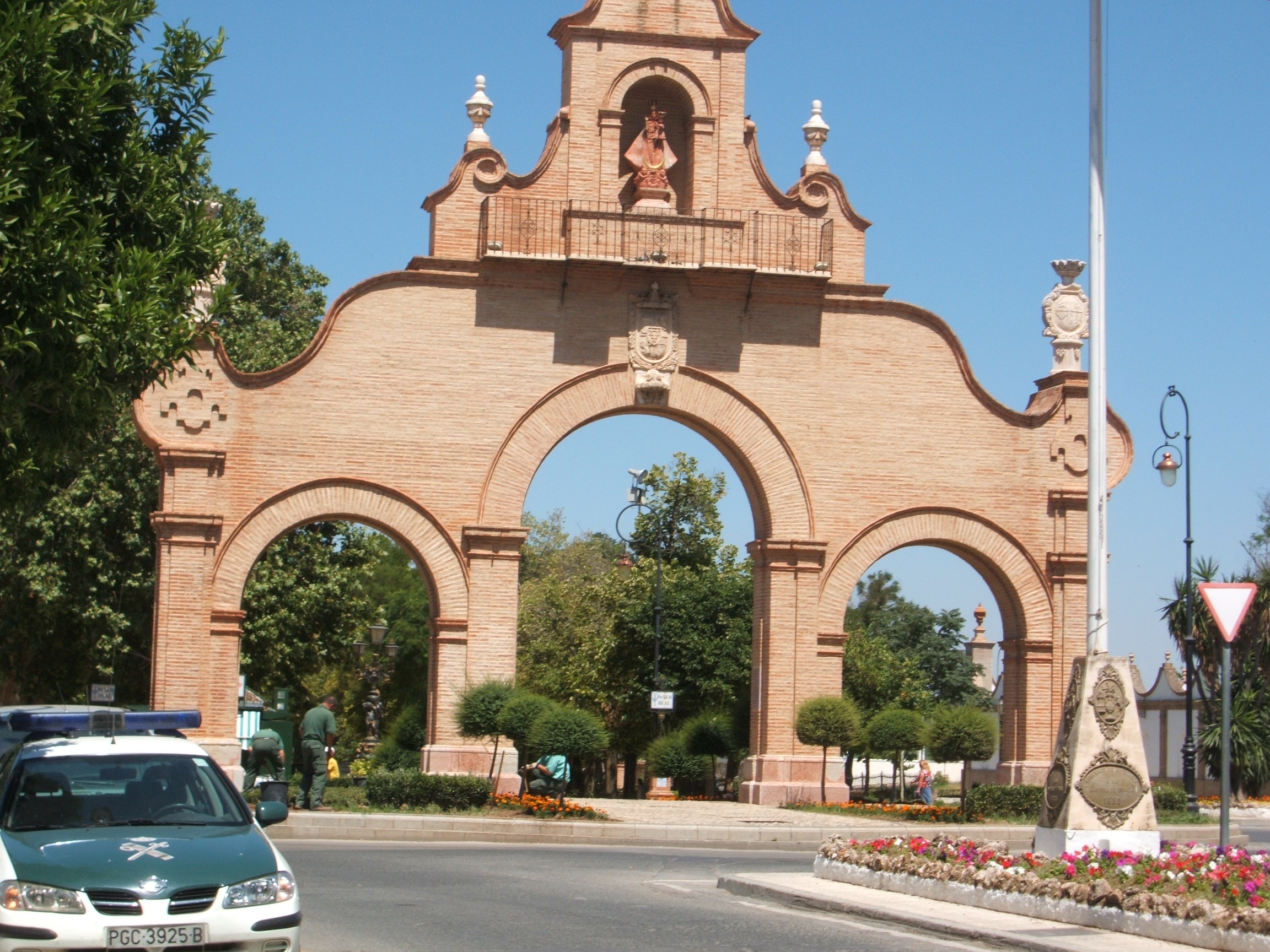
Puerta de Estepa

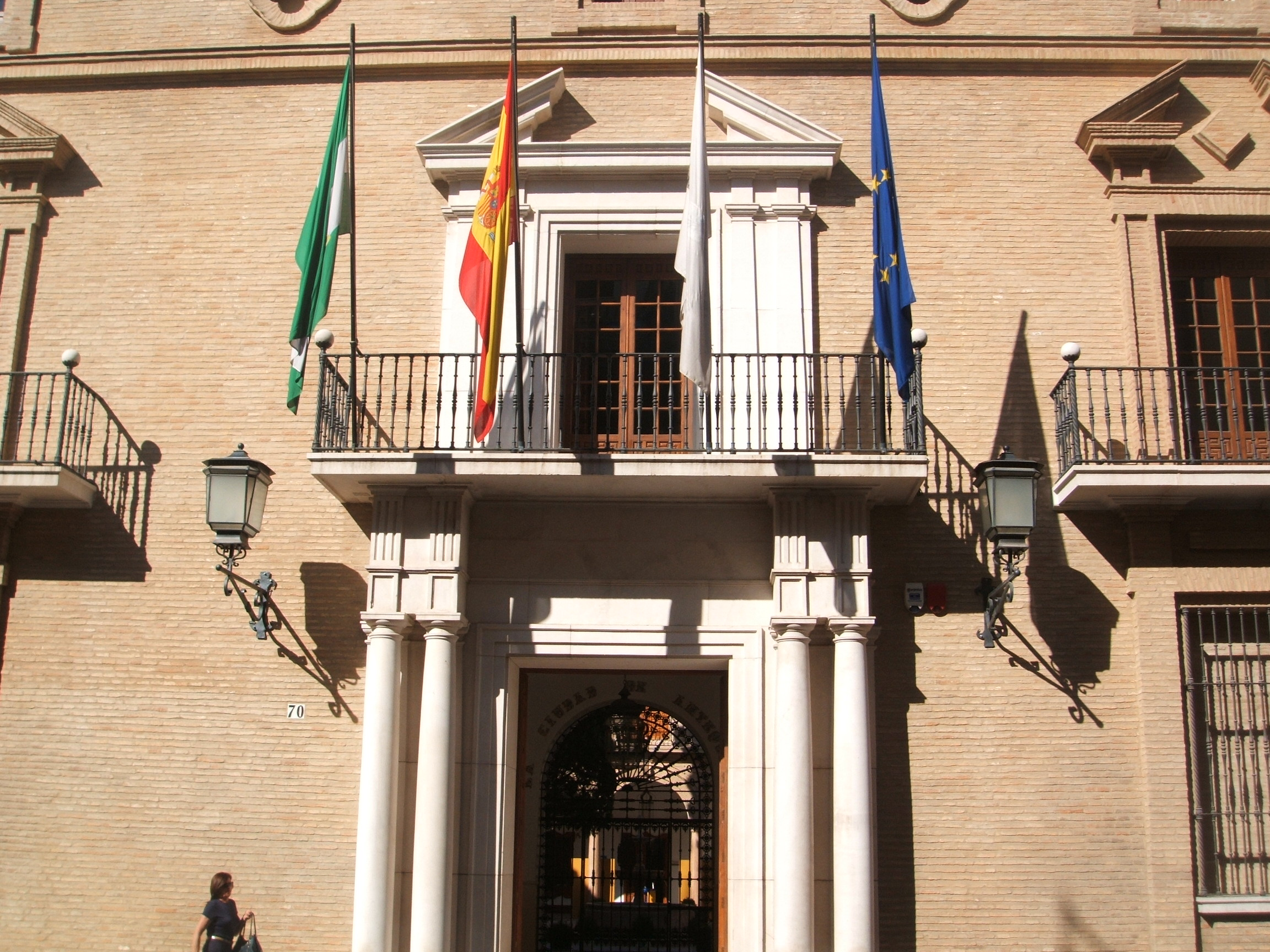
Ajuntament d'Antequera

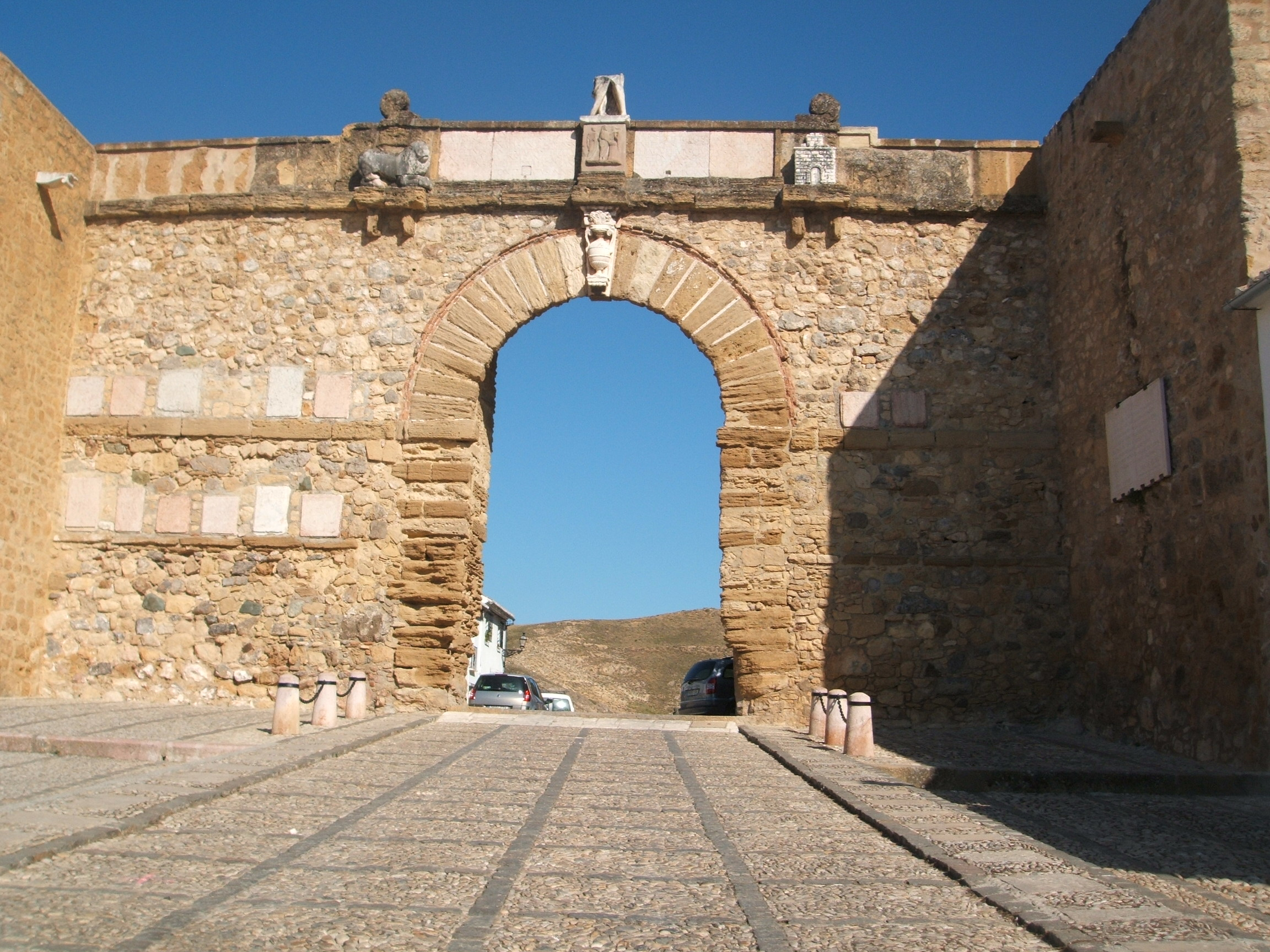
Arco de los Gigantes

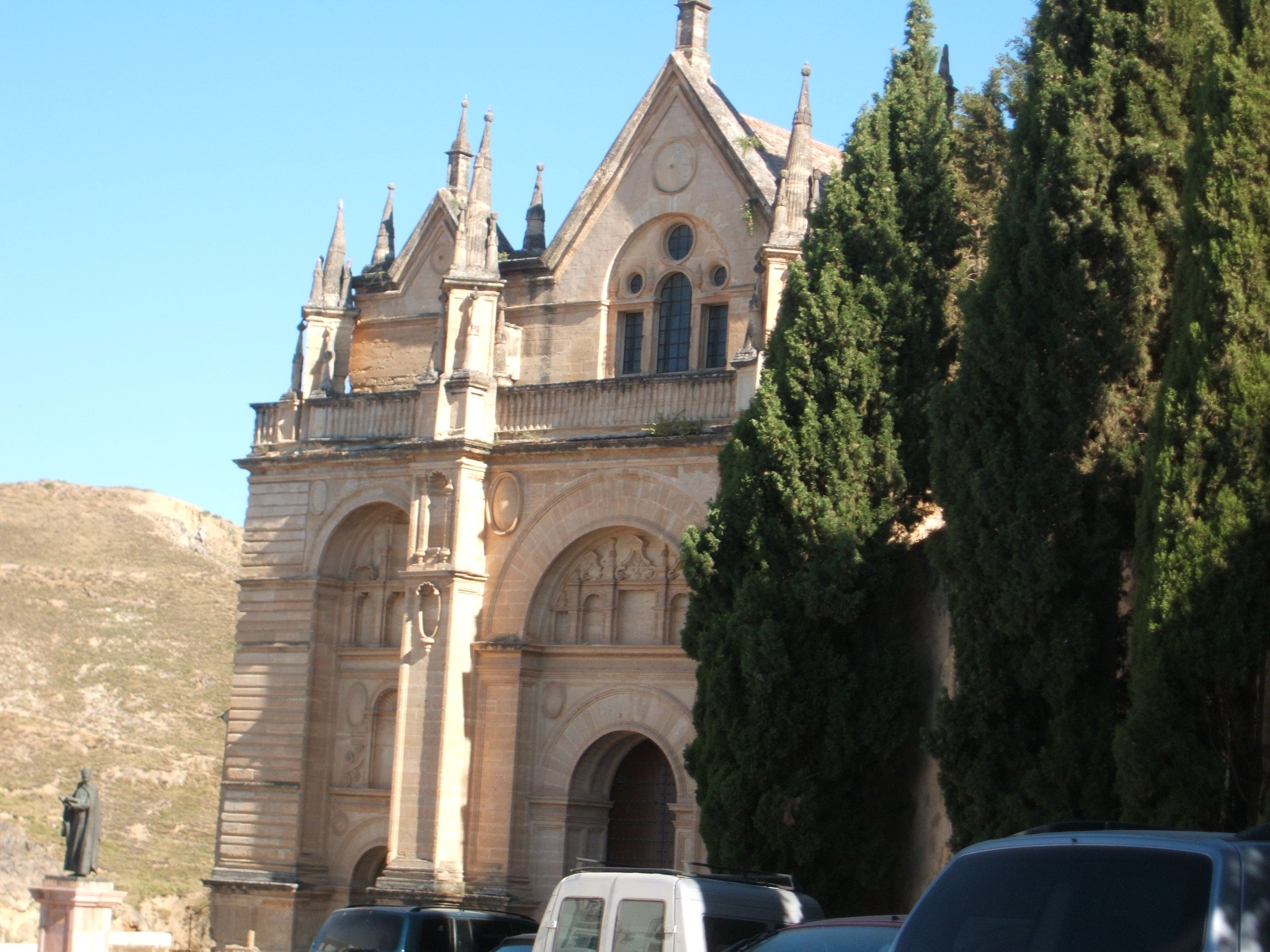
Real Colegiata de Santa María

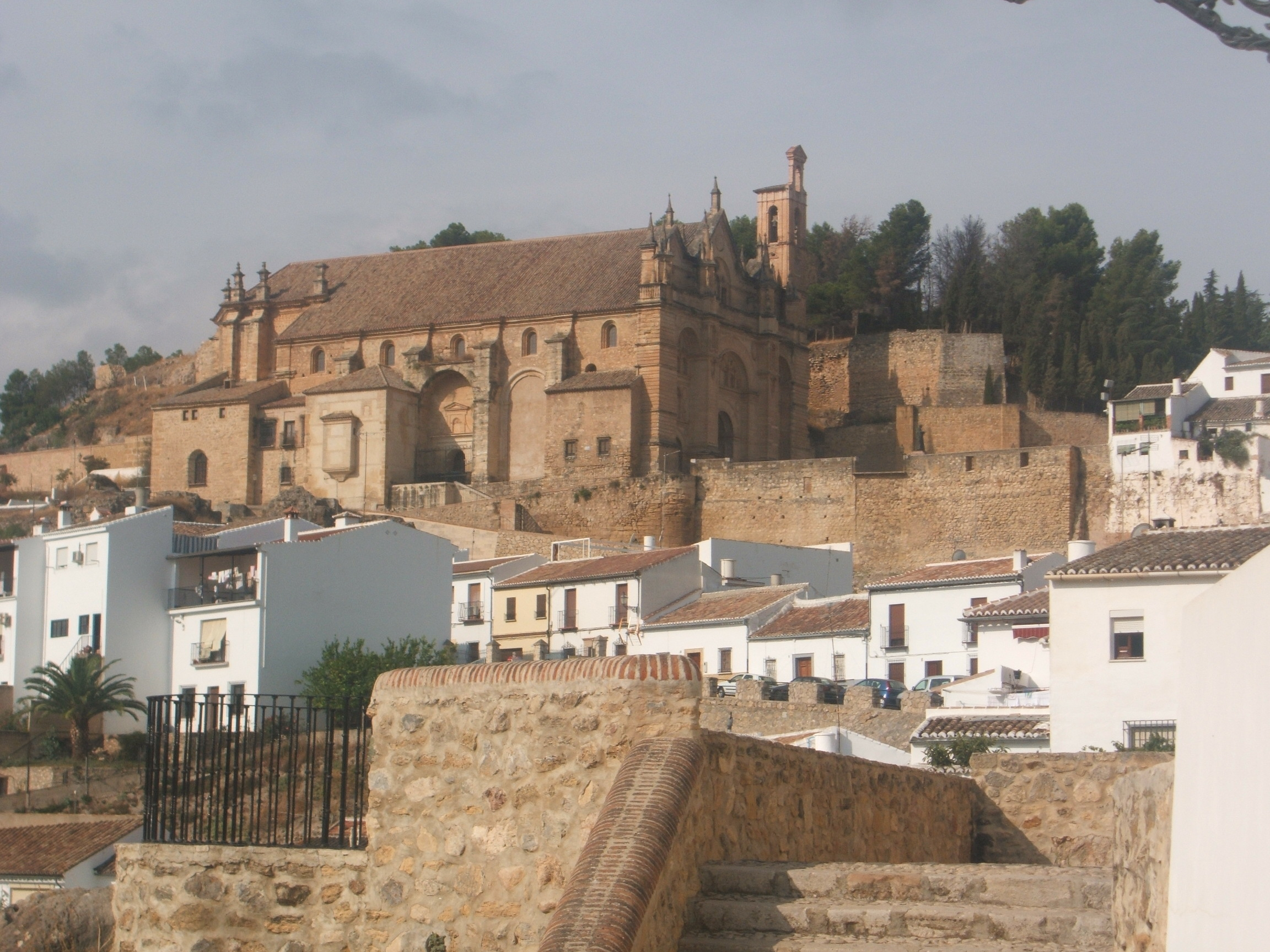
Alcazaba de Antequera

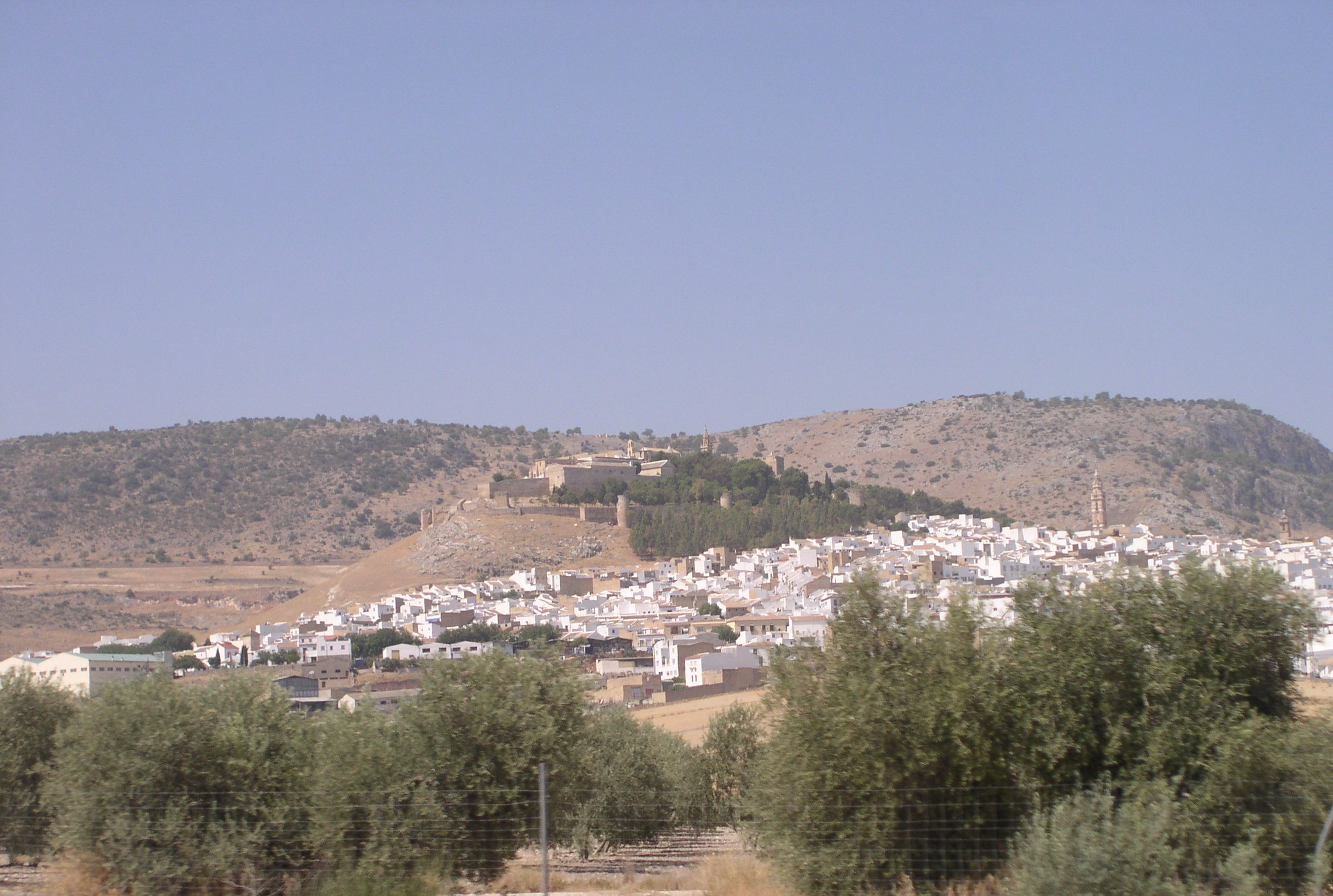
Vista des de la carretera A-92

## Ciutats agermandes
- Agde  França
- Oaxaca de Juárez  Mèxic

## Altres "Antequera" al món
- Antequera, localitat del Departament de San Pedro al Paraguai.
- Antequera, localitat argentina situada al departament Primero de Mayo de la província del Chaco.